# غابرييل باريس غورديلو
غابرييل باريس غورديلو (بالإسبانية: Gabriel París)‏ (و. 1910 – 2008 م) كان سياسي كولومبي ولد في إيباغيه.